# Collectors Series
Collectors Series är ett samlingsalbum från 1985 av Dolly Parton.

## Albuminformation
Albumet skapades för fortsatt marknadsföring av skivbolaget, vilket snart upphörde trots framgången.
Det betydde inte mycket för hennes karriär, då ingen marknadsföring gjordes, och togs snart bort av skivbolaget. Dock släpptes Collectors Series i en tid då ingen av Dolly Partons tidiga 1970-talslåtar fanns tillgängliga på CD (ett då ganska nytt medium), och detta var första gången Dolly Partons signaturmelodier som "Jolene", "I Will Always Love You", "Coat of Many Colors" och "The Bargain Store" dök upp på CD.

## Låtlista
1. "Jolene" (Dolly Parton)
2. "I'm a Drifter" (Parton)
3. "Coat of Many Colors" (Parton)
4. "I Will Always Love You" (Parton)
5. "Two Doors Down" (Parton)
6. "Love Is Like a Butterfly" (Parton)
7. "Applejack" (Parton)
8. "The Bargain Store" (Parton)